# 새집
새집은 새를 위해 인공적으로 만든 작은 집이다. 새들은 새집 안에서 둥지를 칠 수 있으며, 새들이 들어가고 나올 수 있도록 구멍이 있다. 새집은 새끼들이 밖에 있을 때보다 안전하게 생활할 수 있도록 하는 역할도 한다. 어디에서나 놓을 수 있지만, 보통 나무 위에 올려놓는다.

## 새
새집의 크기는 그 곳에 들어가는 새에게 알맞아야 한다. 꽤 큰 크기의 집은 오리와 부엉이를 위한 것이다.
야생의 새가 사는 새집은 해마다 오래된 둥지를 치우고 기생 벌레들을 죽이는 작업 등을 하면서 청소할 필요가 있다. 반면, 집에서 키우는 새, 짐승의 새집은 짝짓기 기간이 지나 더 이상 새끼가 태어날 것이라는 예측이 없을 경우, 이 뒤에 청소하면 된다. 집에서 키우는 사랑앵무와 다른 새들은 둥지가 존재하지 않으면 짝짓기를 하지 않는 것이 보통이다.

## 박쥐
박쥐의 집은 천연 모기와 곤충을 잡는 데에 사용할 수 있다. 한 마리의 박쥐는 500 마리에서 1000 마리의 모기를 밤에 먹을 수 있다. (수많은 뜰의 해충도 잡아 먹는다). 박쥐의 집은 모기를 처리할 때 생태학적으로 친숙한 방법이다. 해충약은 모기뿐 아니라 모기의 천적도 죽일 수 있다.

## 같이 보기
- 새의 둥지

## 참조
1. ↑  “Bats and Bat Houses”. Mosquito Abatement District-Davis Headquarters, Kaysville, UT. 2008년 2월 3일에 원본 문서 (Web)에서 보존된 문서. 2007년 11월 17일에 확인함.
2. ↑  McAvoy, Gene. “Hendry County Horticulture News: Bats Eat Mosquitoes as Well as Numerous Garden Pests” (web). UNIVERSITY OF FLORIDA; Cooperative Extension Service. 2007년 11월 17일에 확인함.